# Personensuchanlage
Personensuchanlagen sind Telekommunikationseinrichtungen in Gebäuden oder geschlossenen Arealen. Personensuchanlagen sollen meist als Schutzeinrichtung für Personen und Sicherheitseinrichtung für den Betriebsablauf die Suchzeiten für die Suche nach einzelnen Personen zwecks der Teambildung oder im Serviceeinsatz oder gar im Notfalleinsatz mindern. Personensuche ist also ein Hilfsmittel, um die Beweglichkeit von Personen nicht einzuschränken, dennoch aber deren momentanen Aufenthaltsort bei dringendem Bedarf zügig zu ermitteln.
Als Personensuchanlagen werden auch Recherche-Lösungen bezeichnet, die lediglich in der Vergangenheit entstandene Spuren von Personen in Dokumenten oder Telekommunikationsnetzen durchsuchen. Diese Funktionen des Tracing bieten keine Echtzeit-Informationen einer Personensuche (engl. tracing).

## Funktionsweise
Zur Suche nach Personen sind Informationen ohne Zeitverzug (in Echtzeit) erforderlich. Ziel der Benutzung ist das Herstellen einer zeitweiligen Kommunikation zwischen einem Gesuchten, der sich in einem bekannten Gelände oder Gebäude frei bewegt und einem Suchenden, der die persönliche Präsenz oder dessen Informationen beansprucht.
Dabei soll das Feststellen des momentanen Ortes des Gesuchten auf die (wirksamen, also gerichtsfesten) vereinbarten Zielsetzungen beschränkt bleiben, um den gesetzlichen und höchstrichterlichen Anforderungen für die informationelle Selbstbestimmung genügen zu können und das Unterlaufen der Systemfunktion durch die Beteiligten vermeiden helfen.

### Physikalische Einschränkungen
Alternative und technisch ähnliche beschriebene Lösungen sind für die Suche nach Sachen bekannt. Lösungen unter Nutzung von Satellitensystemen und von Mobilfunksystemen sind in der Regel für die Suche in oder zwischen Gebäuden nicht hinreichend genau. Die Suche nach Personen in Bewegung stellt hohe Anforderungen und schließt eine explorative Suche mit wiederholtem Durchlauf eines eher trägen Suchverfahrens aus.

## Technische Einschränkungen
In der Regel leistet eine Spontansuche nicht das gewünschte zuverlässige Ergebnis, so dass mit einer stets mitlaufenden Spurbildung eine Suche vorbereitet wird. Die technisch und wirtschaftlich für Einsatz in Gebäuden realisierbaren Lösungen liefern nicht sämtlich zufriedenstellende Leistungen und sind nicht zwingend wirtschaftlich im Betrieb und in der Investition. Klare technische Spezifikationen der Hersteller zur Laufzeit (Dauer von Suchkommando bis Sucherfolg) oder wiederholbarer metrischer Genauigkeiten (Auflösung auf Räume oder Ebenen) und der Trennschärfe (Identifizierung von allen Einzelpersonen einer Gruppe) fehlen häufig. Zudem sind gesetzliche Beschränkungen für Elektronik und Optik zu beachten.

### Rechtsrahmen
Eine Spurbildung (Bewegungsprofil) kollidiert mit den allgemeinen Forderungen beispielsweise des Deutschen Gewerkschaftsbundes zum Arbeitnehmerdatenschutz: Personensuchanlagen schränken die informationelle Selbstbestimmung generell ein. Der Betrieb von Personensuchanlagen wird aber durch gesetzliche Bestimmungen zum Arbeitsschutz (Chemie) oder zum Anlagenbetrieb (Kraftwerke) gefordert und ist daher nach BetrVerfG von der Mitbestimmung ausgenommen, sondern unterliegt allenfalls der Mitwirkung der Arbeitnehmervertretung. Bereits das Einrichten einer Personensuchanlage unterliegt der gesetzlichen Mitwirkung. Voraussetzung für den Einsatz von Personen-Sucheinrichtungen ist die ausdrückliche Zustimmung des Trägers entsprechender Einrichtungen. Jedes andere Vorgehen ist eine Verletzung des Grundrechts auf informationelle Selbstbestimmung.
Die Nutzung durch Mitarbeiter bedarf formell der ausdrücklichen Zustimmung der einzelnen Nutzer, die bloße Entgegennahme eines persönlichen Kennzeichens ist keine hinreichende Ausdrucksform solcher Zustimmung. Wer sich nicht suchen lassen möchte, kann dies erklären, muss sich jedoch an die Auflagen der Berufsgenossenschaften (gesetzliche Unfallversicherung) sowie der Gewerbeaufsicht und der Feuerwehr halten.

## Technisch-betriebliche Anforderungen
Generell dienen Rufanlagen in Deutschland der verzögerungslosen Übertragung einer Anforderung mindestens mit zentraler Signalisierung und mit lokaler Anzeige am Quellort. Dazu wird der Stand der Technik durch die Anforderungen der Norm DIN VDE 0834-1 definiert und dort nachzulesen. Technische Abweichungen von diesem Anforderungshorizont können im Schadensfall erhebliche Konsequenzen bezüglich der versicherten Haftung bis einschließlich einfacher Fahrlässigkeit bedeuten.
Dazu gibt es verschiedene drahtgebundene und drahtlose Systemkonzepte. Allerdings ist erkennbar, dass einige der bekannten Forderungen der Norm vielfach nicht sämtlich durch neuere drahtlose Lösungen unterstützt werden. Betroffen sind insbesondere die Merkmale:
- Verwendung eines eigenen Netzes
- mindestens periodische Überwachung im Abstand <30s
- Rückmeldung an den Auslösepunkt
- Zuordnung eines Alarms zuverlässig zu genau einem Raum
- Funktionssicherheit auch bei Spannungsausfall
- Selbsttest bis Batterieerschöpfung

Dagegen sind einige der neueren Lösungen erheblich robuster in folgenden Merkmalen, die bei drahtgebundenen Lösungen nachrangig behandelt wurden:
- Detektion eines Alarms von beliebigem Ort
- Lokalisierung der Alarmquelle im gesamten Betriebsbereich
- automatische Registrierung der Anwesenheit für einzelne Räume

Weiter sind einige Merkmale sowohl bei drahtgebundenen wie bei drahtlosen Lösungen stets kritisch:
- Schutz gegen Feuchte und Wasser (zweite Ziffer bei der Schutzartangabe)
- Funktionssicherheit auch bei Spannungsausfall
- Detaillierung der Alarmaufzeichnung (woher?) und der Alarmquittierung (durch wen?)
- Erkennen des Verbleibs an der Person

Eine Abkehr von den klassischen Zweidraht-Lösungen wird einsetzen, sobald die drahtlosen Lösungen völlig normkonform angeboten werden und einen substantiellen Zusatznutzen bieten, wie
- Identifizieren des Personals bei Rücksetzung der ausgelösten Rufe
- automatische Registrierung des Personals bei Wachgängen
- Verbesserung der Auflösung auf einzelne Personen
- Erweiterung der Lokalisierung auf Verkehrsflächen
- Detektion von Passagen an Zu- und Ausgängen
- Erkennen auffälliger Lage oder von Stürzen

Darüber hinaus führt eine zusätzliche Ausweitung die Geber der Personensuchanlage und deren Gesamtfunktion unzweifelhaft unmittelbar in die Kategorie der Medizintechnischen Geräte:
- Erkennen kritischer Sensorwerte

### Technische Systemalternativen
Personensuchanlagen bieten die Funktionen beispielsweise auf der Grundlage folgender Infrastrukturen:
- der drahtgebundenen Auslösung von Lichtsignalen mit einer Lichtrufanlage mit schlichter Raumbindung, aber ohne Personenbindung der Anzeige (kein Industriestandard)
- der einfachen drahtlosen Tonsignalgabe an einzelne Geräte (unicast) oder Gerätegruppen (multicast), beispielsweise bei 433 MHz im lizenzfreien ISM-Band
- der allgemeinen Signalübermittlung über GSM, GPRS, UMTS und Varianten (in Kliniken nicht allgemein zulässig) nach Lokalisierung über GPS (nur außerhalb von Gebäuden zuverlässig)
- der verbindungslosen (connectionless) und sitzungsfreien (sessionless) sowie drahtlosen (wireless) Signalisierung über Rundsendung (broadcast)
- der verbindungslosen (connectionless) und sitzungsorientierten sowie drahtlosen (wireless) Signalisierung über Direktsendung (paging)
- der Sprachübermittlung ähnlich GSM VoiceMail mit Tonsignal (unicast im DECT-Standard)
- der drahtlosen Telefonie mit Handgeräten als Punkt-zu-Punkt Verbindung (unicast im DECT-Standard)
- der drahtlosen Telefonie mit Handgeräten als Punkt-zu-Allen Verbindung (multicast im WLAN-Standard)
- der Kurztextübermittlung ähnlich GSM ShortMessage (SMS mit oder ohne Tonsignal, unicast im DECT-Standard), auch mit Protokollen IETF-SNPP[1] oder IETF-WCTP,[2] beispielsweise proprietäre Lösung ASCOM[3]
- zusätzlich der Aktivierung und/oder Identifizierung in Nahbereich (RFID bei 868 MHz im lizenzfreien ISM-Band)
- der unscharfen Lokalisierung von Personen durch Zweifrequenzsysteme (RF-Code mit Infrarot, Sonitor mit Ultraschall 40 kHz und WLAN oder Visonic 800–900 MHz UHF und mit Infrarot und Hochfrequenz 130 kHz)
- der unscharfen Lokalisierung von Personen durch Unilateration (RSSI und WLAN, Aeroscout oder Ekahau bei 2,45 GHz im lizenzfreien ISM-Band)
- der präzisen Lokalisierung über asynchrone Multilateration (RTLS, Nanotron bei 2,45 GHz nach ISO 24730-5 im lizenzfreien ISM-Band)
- der präzisen Lokalisierung über synchrone Multiangulation (RTLS, WhereNet bei 2,45 GHz nach ISO 24730-2 im lizenzfreien ISM-Band, Abatec und Symeo bei 5,8 GHz im lizenzfreien ISM-Band, Ubisense im lizenzfreien Bandbereich mit UWB um 7 GHz)
- der unscharfen Lokalisierung von Personen durch Mehrfrequenzsysteme (UWB, Time Domain im lizenzfreien Bandbereich 3 bis 10 GHz)
- komplexer Funktionen über zentrale Server und gemischte lokale Funknetze

Eine infrastrukturfeie Personensuchanlage kann allgemein nicht realisiert werden.

## Betriebliche Zielsetzung
Personensuchanlagen sollen möglichst gezielt einzelne Personen oder qualifizierte Gruppen adressieren können. Eine Signalisierung im Rundruf (broadcast) muss auf Ausnahmefälle beschränkt bleiben, wenn Störungen oder Aufmerksamkeitsverluste vermieden werden sollen.
Das Auslösen einer gezielten Suche soll möglichst dezentral erfolgen können, wobei die einzige Mindestvoraussetzung ein personalisierter Signalgeber sein soll, der einen Rückschluss auf die auslösende Person und einen an sich bekannten Ort ermöglicht. Gleichzeitig soll dieser Signalgeber auch den letzten erkannten Standort, besser noch den momentanen Aufenthaltsort der auslösenden Person offenbaren.

## Technische Ausprägungen
Üblicherweise sind moderne Personensuchanlagen funkgestützte Systeme. Herkömmliche Systeme zum Beispiel nach VDE 0834 nutzen drahtgebundene Signaleinrichtungen. Eine Minderzahl von Angeboten nutzt Licht oder Ultraschall für die Signalübertragung.
Allen Lösungen ist gemein, dass die Funktion durch einfaches Ausschalten der Geräte oder Komponenten oder entsprechende Schirmung unterbunden werden kann. Die benutzten Sendeleistungen der Suchsignalgeber sind in der Regel geringer, als die Signale für die Mobilfunktelefonie. Die Sendeleistungen der persönlichen Kennzeichen sind durch die eingebaute Batterie ohnehin sehr niedrig begrenzt.

### Persönliche Ausstattung für die Gesuchten
Die Person, die gefunden werden kann, muss ein persönliches Kennzeichen mit sich tragen; das ist in der Regel ein Funkempfänger (Receiver) oder Funksender (Transmitter) oder Kombinationen (Transceiver), der dauernd aktiv sein muss, um die Suche zu unterstützen.

### Persönliche Ausstattung für die Suchenden
Die Personen, die eine gesuchte Person finden sollen, können ein Gerät zur Informationsanzeige mitführen, zum Beispiel ein Smartphone. Meist werden jedoch Lichtsignale unter Decken oder über Türen verwendet oder mindestens Datensichtgeräte mit Plananzeigen in Überwachungszentralen eingerichtet.

### Autonomer Prozess als Mindestanforderung
Die Alarmgabe kann wahlweise autonom (sensitiv) oder manuell erfolgen. Eine Suche muss jedoch immer als autonomer Informationsprozess arbeiten, um dem Suchenden einen Hinweis auf den Aufenthalt des Gesuchten zu geben. Dennoch werden auch Lösungen, die eine mitlaufende Kooperation des Gesuchten erfordern, durchweg als Suchanlagen bezeichnet.

### Standardisierung
Es gibt eine Vielzahl technischer Standards und nationale oder internationale Normen des DIN oder der ISO für die benutzten technischen Instrumente (Received Signal Strength Indication, RSSI, Real-Time Locating System, RTLS, und Radio Frequency Identification, RFID) und Verfahren. Es gibt hingegen keinerlei Standardisierung für die Funktionsinhalte von Personensuchanlagen oder von Lokalisierungssystemen. Daher ist eine unmittelbare operationelle Vergleichbarkeit der technischen Angebote verschiedener Hersteller bis auf Weiteres nicht gegeben und auch künftig sind Industrienormen zu den Funktionen dieser Systeme jenseits der Sicherheitsnorm DIN VDE 0834-1 kaum zu erwarten.

## Verfahren der Ortsbestimmung
Hinsichtlich der Interaktion bei der Suche erfordern nicht-kooperative Verfahren (siehe oben) eine Messmethode für den momentanen Ort des Trägers der persönlichen Funkeinrichtung. Dazu sind die alternativen Methoden der Unilateration als unscharfe Lokalisierung in Polarkoordinaten oder der Triangulation oder der Multilateration für eine präzise Lokalisierung (Echtzeit-Lokalisierung) in absoluten Koordinaten bekannt.